# وادي سلامة (قرية)
وادي سلامة، (العبرية: סלאמה), هي قرية عربية تقع في الجليل، تبعد 8.5 كم إلى الشرق من مدينة عكا، يجاورها كل من قرى الرامة، الحسينية، دير حنا، المغار، عرابة والكمانة.
أعترفت بها السلطات الاسرائيلية كتجمع سكاني عام 1976، يمر وادي سلامة من أراضي القرية.

## صور

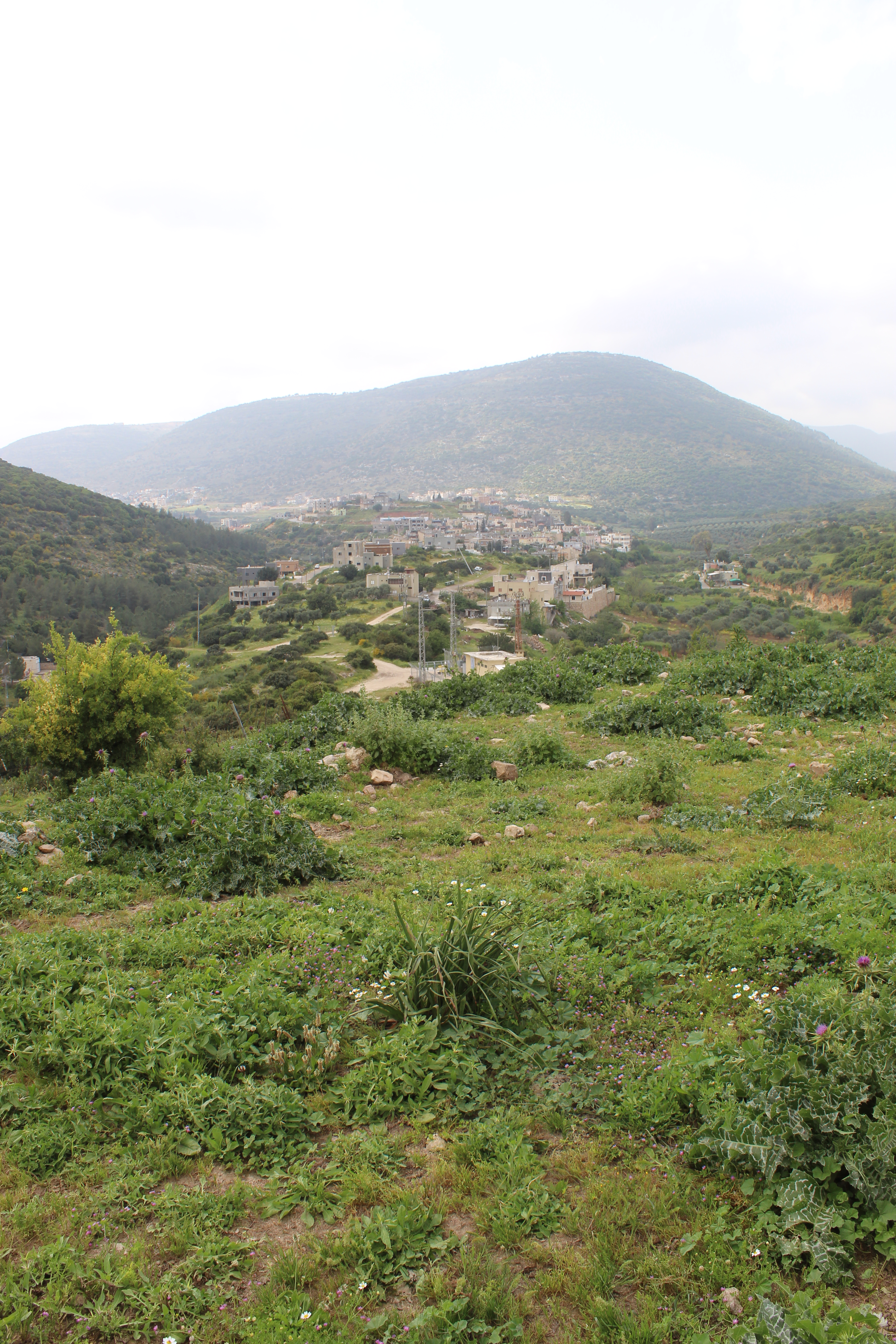
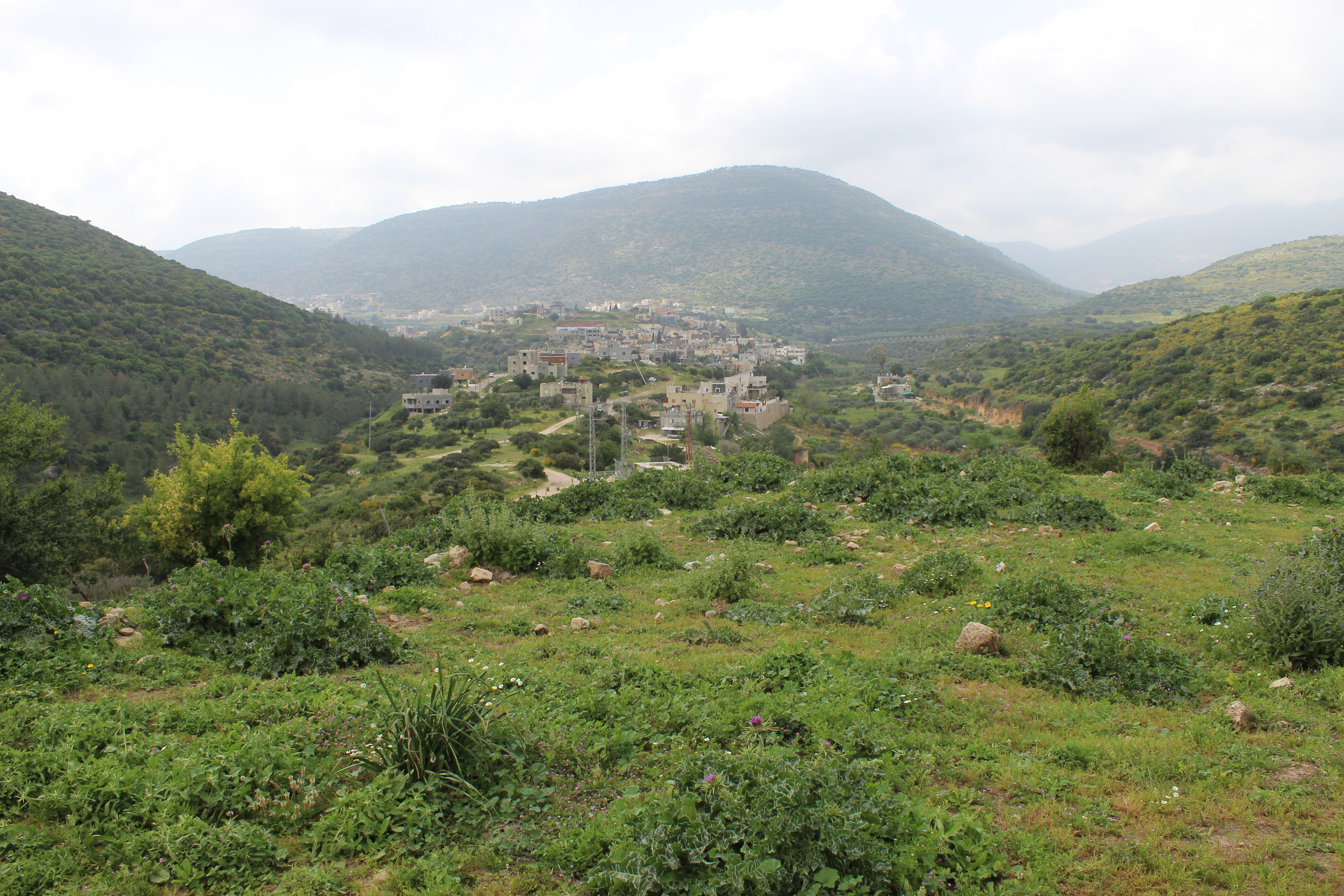
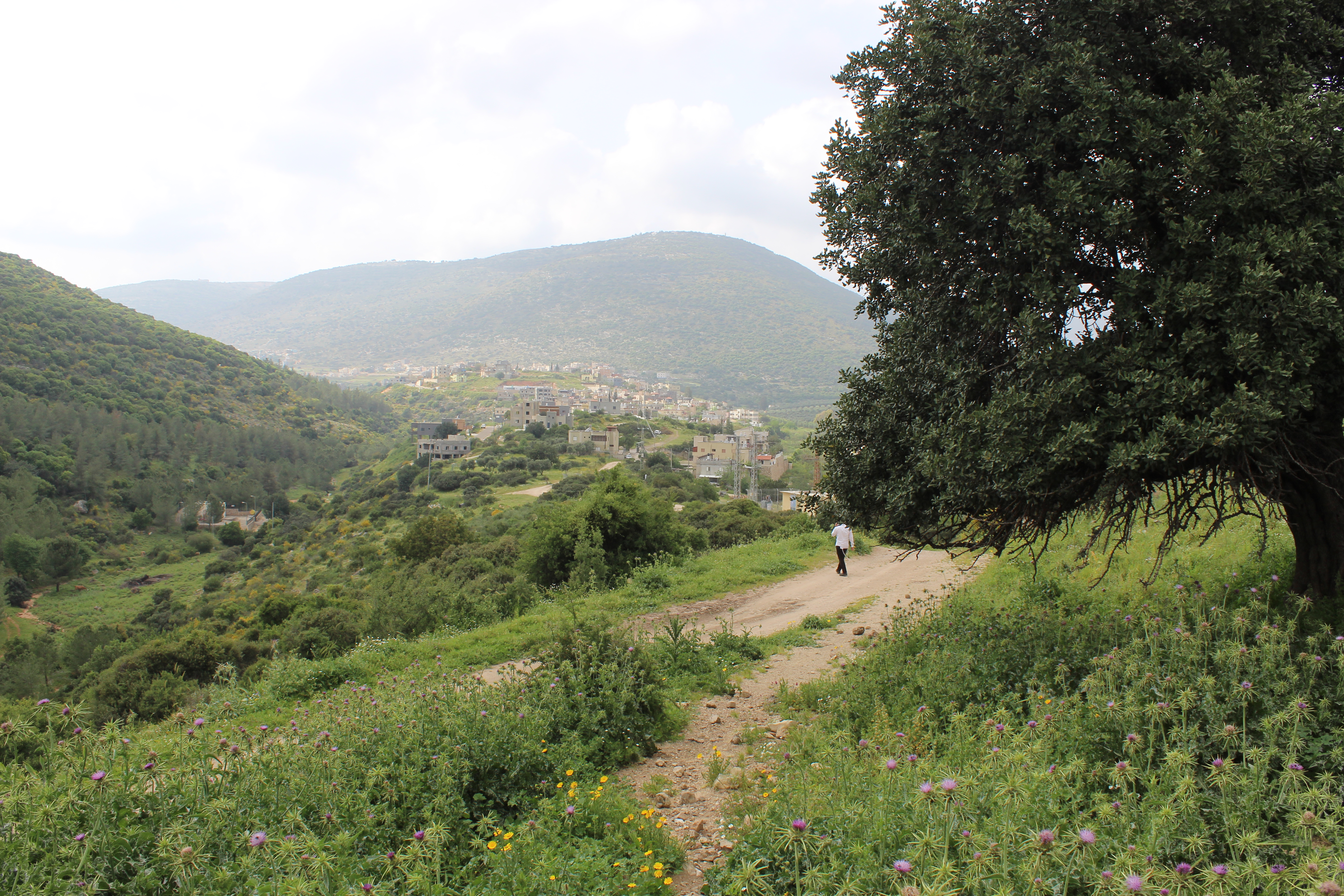
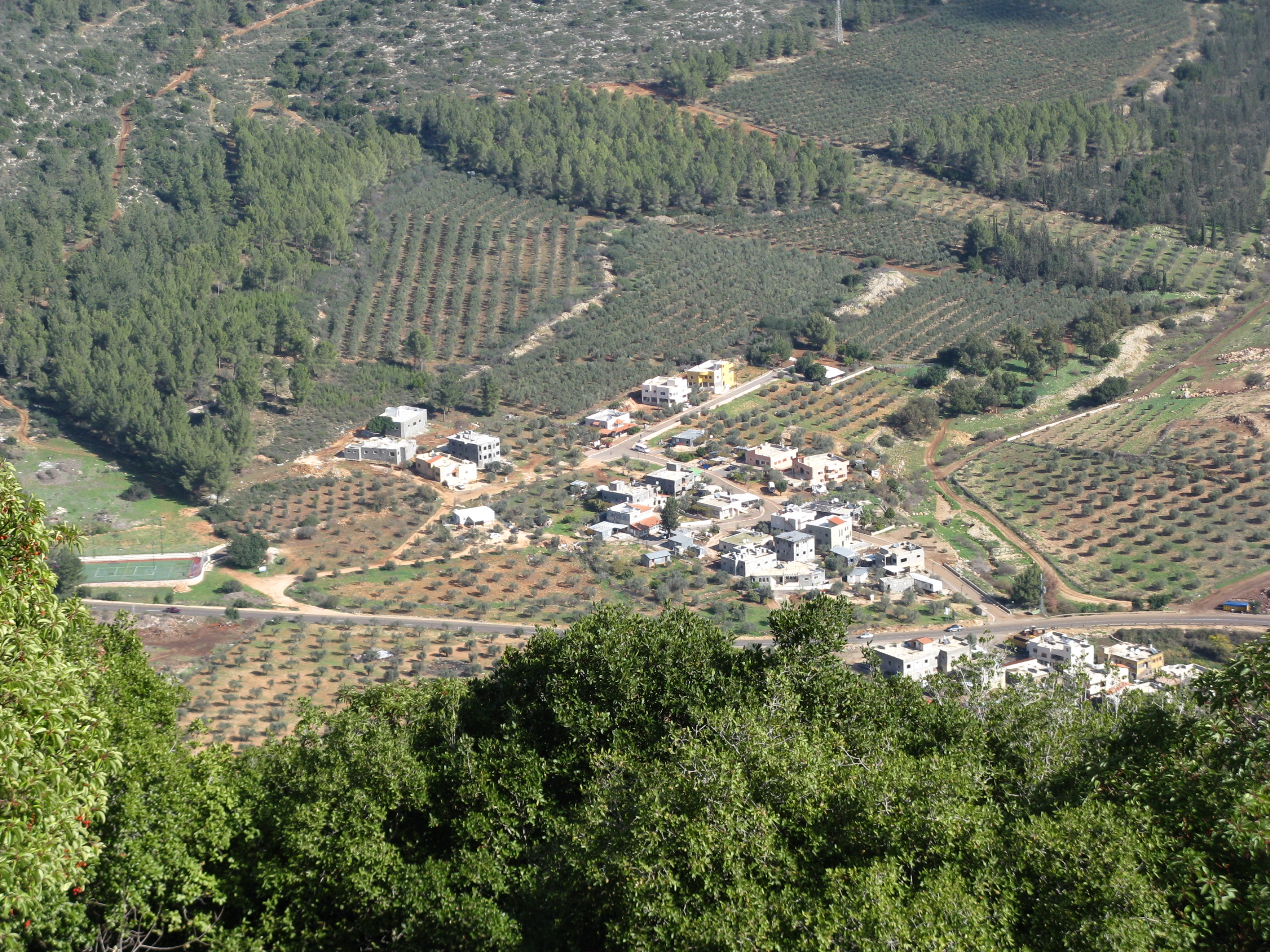
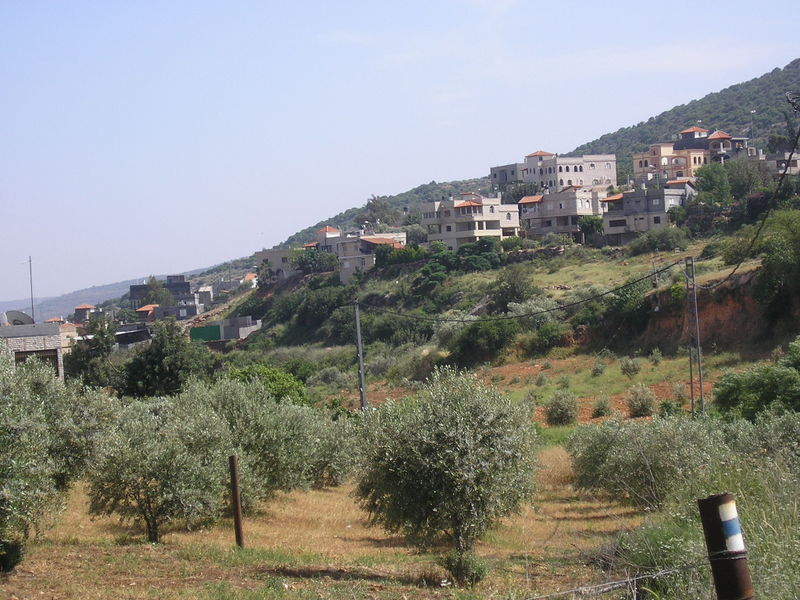